# Furth im Wald
Furth im Wald (Tsjechische namen:  Brod nad Lesy of Bavorský Brod) is een plaats in de Duitse deelstaat Beieren, gelegen in het Landkreis Cham. De stad telt 8.923 inwoners.

## Indeling van de gemeente

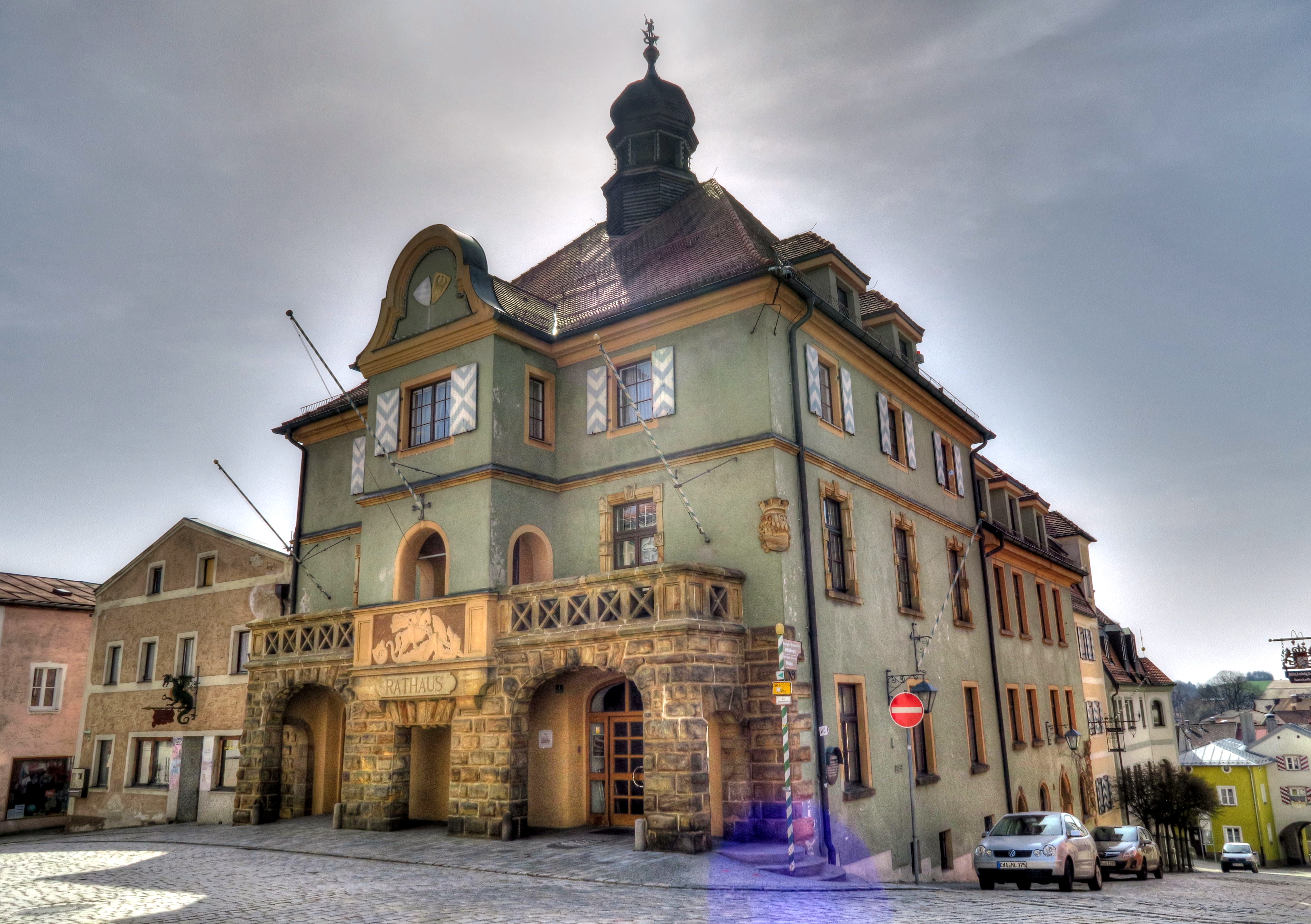
Stadhuis

De gemeente heeft 37 officiële stadsdelen (Gemeindeteile):
- de hoofdplaats, het stadje Furth im Wald
- de twee parochiedorpen (Pfarrdörfer) Lixenried en Ränkam
- de 14, meest minder dan 100 inwoners tellende, dorpen (Dörfer) Äpflet, Degelberg, Dieberg, Grabitz, Grasmannsdorf, Grub, Gschwand, Kühberg, Oberrappendorf, Sengenbühl, Tradt, Unterrappendorf, Voithenberghütte en Wutzmühle
- de 7 gehuchten (Weiler) Bogen, Haberseigen, Rußmühle, Seuchau, Unterdörfl, Voithenberg en Waradein
- de 6 uit twee of meer Einöden[2] bestaande stadsdelen Blätterberg, Böhmerstraße, Daberg, Klöpflesberg, Ösbühl  en Schafberg
- de 7 Einöden Aiglshof, Blasihof, Bruckmühle, Leinmühle, Straßhof, Tradl en Ziegelhütte

### Bijzonderheden betreffende enige van deze stadsdelen
- Grabitz ligt direct tegen de westrand van het stadje Furth aan. Het heeft ruim 400 inwoners.
- Lixenried heeft 400 à 500 inwoners en ligt 5 km ten westen van het stadje Furth.
- Ränkam heeft 600 à 700 inwoners en ligt 4 km ten zuidwesten van Furth. Het was in de middeleeuwen tot ver in de 18e eeuw een semi-onafhankelijke heerlijkheid, een zogenaamde Hofmark. Het kasteel van Ränkam, dat in 1224 voor het eerst in een document werd vermeld, is in het begin van de 18e eeuw geslecht. Stenen ervan zijn gebruikt voor de bouw van de uit 1726 daterende H. Drievuldigheidskerk in het dorp.
- Voithenberg werd in 1803 door de baronnen Voith von Voithenberg gesticht, die er een grote hamersmidse exploiteerden. In de 19e eeuw, toen deze hamermolen in vol bedrijf was, was dit nog een dorp met meer dan 300 inwoners.

## Geografie

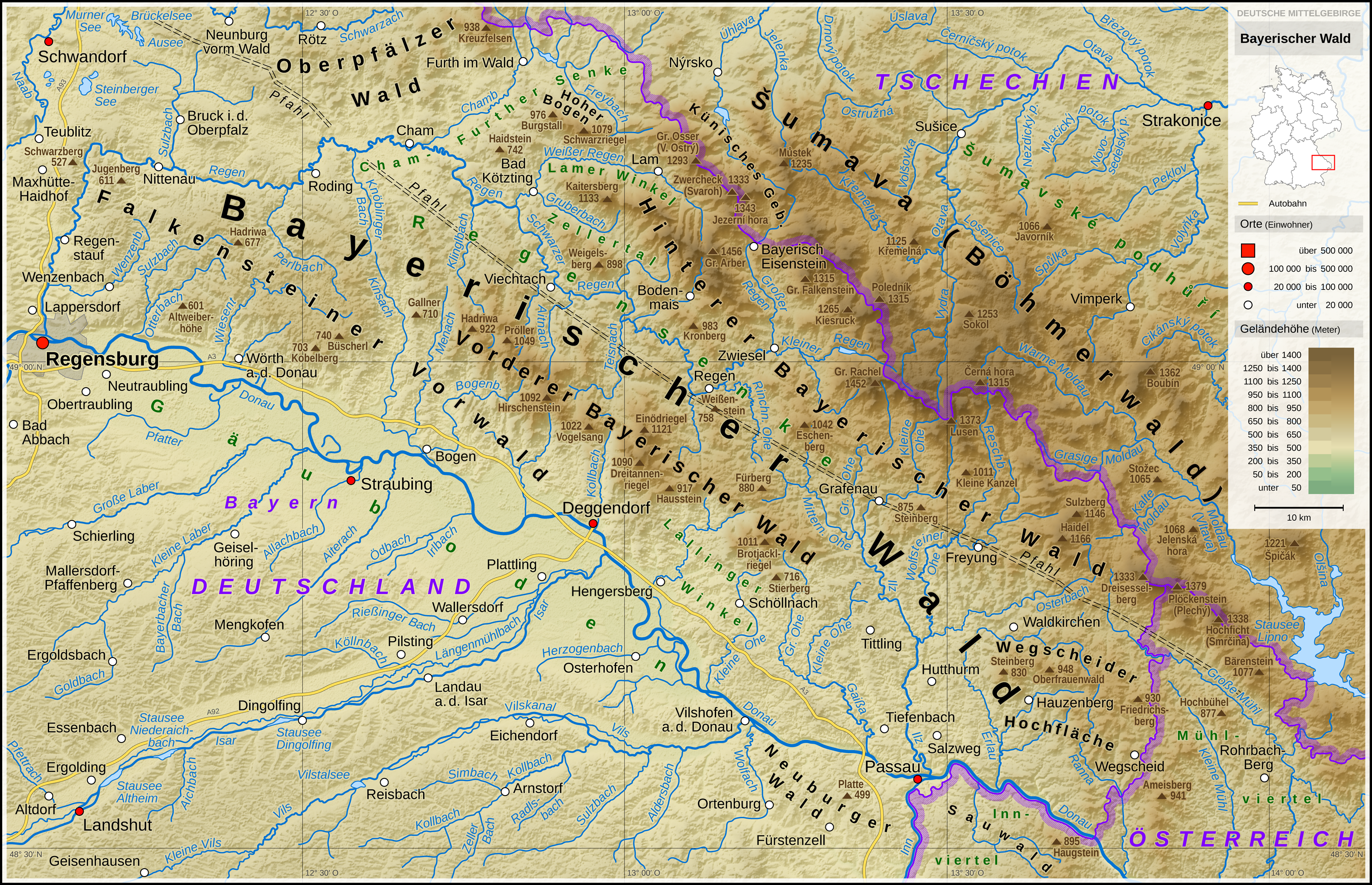
Het Beierse Woud. Furth ligt helemaal bovenaan deze kaart.
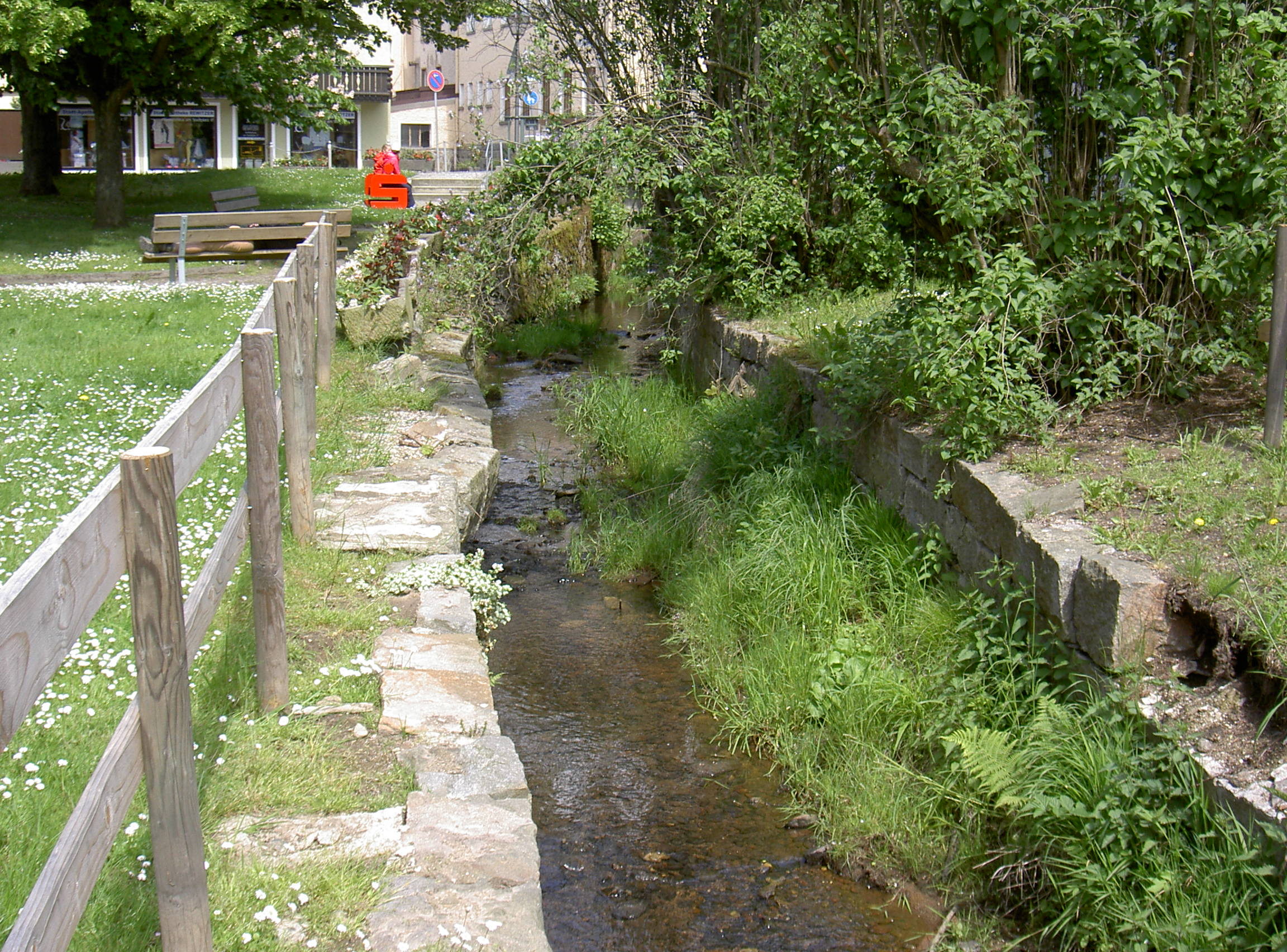
Aan de beek Kalte Pastritz

Furth im Wald heeft een oppervlakte van 67 km² en ligt ten oosten van Regensburg in het zuiden van Duitsland. De plaats grenst in het noordoosten aan Tsjechië. 
Furth im Wald ligt in het dal van een 51 km lang zijriviertje van de Regen, de Chamb (Tsjechisch: Kouba). Te Furth im Wald stromen de beken Kalte Pastritz en Warme Pastritz in de Chamb uit. Al deze waterlopen zijn niet bevaarbaar.  
Het dal van de Chamb of de Cham-Further Senke scheidt de gebergten Oberpfälzer Wald (noordwest) en Beierse Woud (zuidoost) van elkaar. Hier bevindt zich dus een natuurlijke onderbreking van de Bohemen omringende bergruggen.

### Naburige grotere steden
Furth im Wald ligt ongeveer halverwege Pilsen in het noordoosten, en Regensburg in het zuidwesten. De afstand tot beide steden is circa 75 kilometer.

### Naburige gemeentes
- In het noorden: Česká Kubice (Tsjechië)
- In het noordoosten: Všeruby u Kdyně (Tsjechië)
- In het oosten: Eschlkam
- In het zuidoosten: Rimbach
- In het zuiden: Arnschwang
- In het zuidwesten: Weiding
- In het westen: Gleißenberg
- In het noordwesten: Waldmünchen.

## Infrastructuur

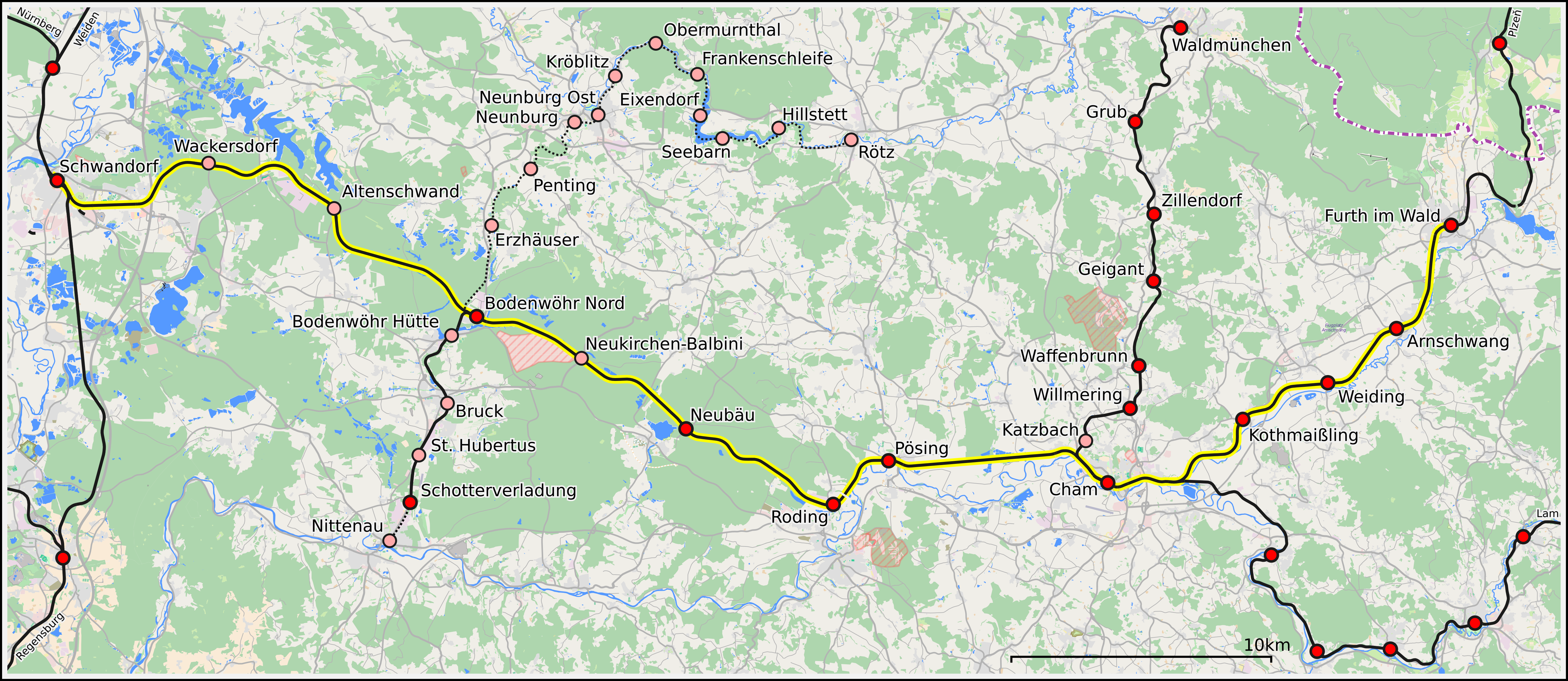
Kaart spoorlijn Schwandorf-Furth im Wald

Door Furth im Wald loopt de Bundesstraße 20, noordwaarts naar de Tsjechische grens en zuidwaarts naar Cham, Burghausen en de grensstreken met Oostenrijk. Rondom de stad is de B20 als brede rondweg met zo min mogelijk gelijkvloerse kruisingen aangelegd.
Furth im Wald is door een kleine, westwaarts lopende, spoorlijn verbonden met Cham en Schwandorf. Een andere, noordoostwaarts lopende, spoorlijn verbindt de stad met Station Plzeň-Jižní Předměstí te Plzeň in Tsjechië. Het station van Furth im Wald, dat een groot rangeerterrein voor goederentreinen heeft, werd in 2020 ingrijpend gemoderniseerd.

## Economie
Aan de noordkant van de stad, alsmede langs de B 20 en de spoorlijn liggen, ten dele op terreinen, waar in het verleden glasfabrieken (Glashütten) stonden, enige bedrijventerreinen. De twee belangrijkste bedrijven van de stad zijn:
- een groothandel in, en kleine fabriek van, elektrische en elektronische componenten voor in andere fabrieken;
- de firma Flabeg, die te Furth im Walde speciale producten van gebogen glas maakt, waaronder autospiegels en onderdelen voor astronomische instrumenten. Dit bedrijf is het laatste restant van de in vroeger eeuwen belangrijke glasfabricage, en heeft in de stad nog altijd de bijnaam Glashütte.

De meeste hier gevestigde ondernemingen zijn te kenschetsen als midden- en kleinbedrijf van plaatselijke of hooguit regionale betekenis. Het grote abattoir van de stad is eigendom van het Nederlandse concern Vion Food Group.
In Furth im Wald, dat in een mooie omgeving ligt, is het toerisme (o.a. wandelen, fietsen, in de winter ook langlaufen) de belangrijkste bron van inkomsten.

## Geschiedenis

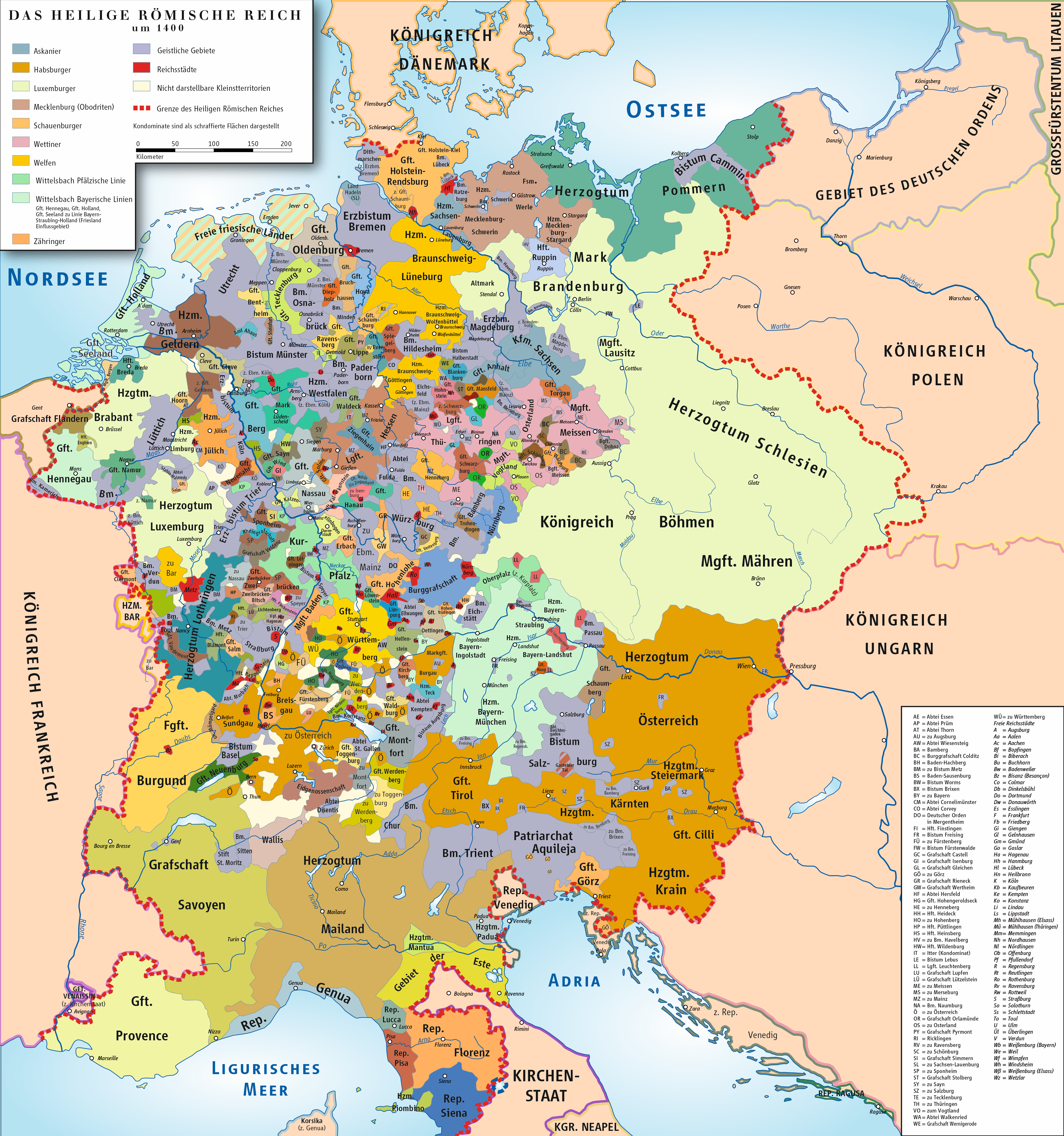
Kaart van het Heilige Roomse Rijk rond 1400. De Palts is jadegroen ingekleurd.
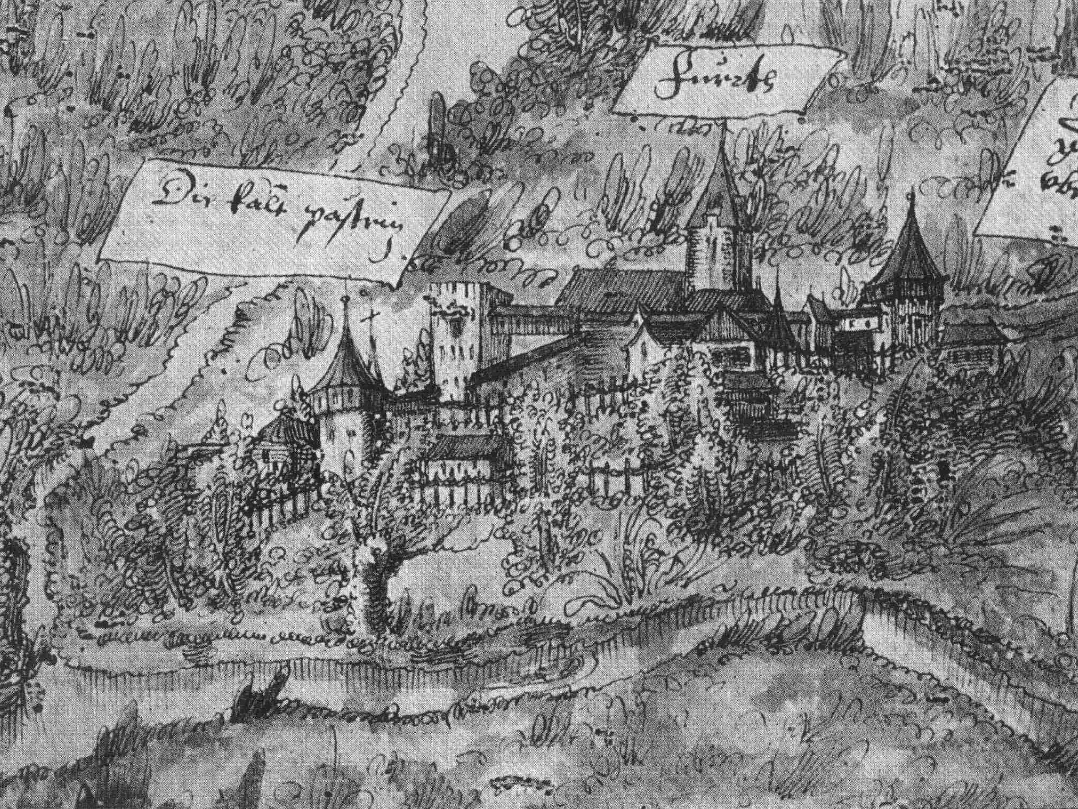
Tekening van Furth im Wald in het kaartenboek Grenzvisier, 1514

Een groot gedeelte van de huidige gemeente Furth im Wald behoorde, vanaf de schenking aan een lid van dit geslacht in 1083 door Keizer Hendrik IV, toe aan de Graven van Bogen. Toen dit adellijke geslacht in 1242 uitstierf, erfde Otto II van Beieren uit het Huis Wittelsbach het gebied, dat tot de Opper-Palts ging behoren. De naam van de plaats wordt in 1083 vurte gespeld, wat voorde betekent. Inderdaad was het toen een dorp aan een handelsroute tussen Beieren en Bohemen, die hier het riviertje de Chamb op een doorwaadbare plaats kruiste.  Stadsrechten zijn aan Furth im Wald verleend vóór 1332. In dat jaar werden deze privilegiën bevestigd door hertog Hendrik XIV van Beieren.
In 1426 werd Furth tijdens de Hussietenoorlogen veroverd door de Hussieten en vervolgens (vermoedelijk) verwoest.
In de 16e, 17e en 18e eeuw had de streek (Opper-Palts, Duits: Oberpfalz), waar Furth im Wald ligt, veel te lijden van epidemieën van de pest, branden en bovenal oorlogsgeweld. Dit hing mede samen met de steeds wisselende landsheren, die dan ook nog, op grond van de Godsdienstvrede van Augsburg (1555) en het daarin vastgelegde principe cuius regio, eius religio, de bevolking dwongen, van christelijke gezindte te wisselen. Een kenmerkend voorbeeld hiervan zijn de dorpjes Lixenried en Grabitz, ten westen van Furth im Wald. De inwoners hiervan moesten zich 5 keer opnieuw bekeren:
- in 1526 van rooms-katholiek naar evangelisch-luthers, onder Frederik II
- in 1559 van evangelisch-luthers naar calvinistisch, onder Frederik III
- in 1576 van calvinistisch naar evangelisch-luthers, onder Lodewijk VI
- in 1583 van evangelisch-luthers naar calvinistisch, onder Johan Casimir van Palts-Simmern (1583–1592), Frederik IV (1592–1610) en Frederik V (1610–1623)
- in 1626 ten slotte, tijdens de Dertigjarige Oorlog, van calvinistisch naar rooms-katholiek (de met draconische maatregelen afgedwongen rekatholisering in het kader van de Contra-Reformatie). Sedertdien zijn verreweg de meeste christenen in de gemeente rooms-katholiek, wat ook geldt voor bijna alle kerkgebouwen in en om Furth im Walde. Onder Maximiliaan I werd de Opper-Palts een deel van het Keurvorstendom Beieren en bleef dat tot 1806.

In 1703, ten tijde van de Spaanse Successieoorlog, vonden gevechten bij Antlesbrunn plaats, waarbij Furth im Wald geplunderd en veroverd werd. Later in de 18e eeuw vonden tussen Beieren en Bohemen diverse grenscorrecties plaats.
In 1861 werd een spoorlijn van Neurenberg naar Praag v.v. geopend, waaraan Furth een station kreeg. In 1863 verwoestte een stadsbrand de grootste helft van Furth im Walde. Daarna werd de markante stadstoren herbouwd. Er volgde ten tijde van het Duitse Keizerrijk een bescheiden economische vooruitgang.
Aan het eind van de Tweede Wereldoorlog, in april 1945, werd het stadje na langdurige en af en toe zware gevechten door Amerikaanse troepen veroverd. In de jaren daarna was Furth de locatie van een zeer groot vluchtelingenkamp, waar Heimatvertriebene uit het Sudetenland werden opgevangen.
In 1964 werd de Duits-Tsjechische grens ontsloten door een grensovergang aan het eind van de Bundesstraße 20. In 1990 eindigde de Koude Oorlog, waarna de betrekkingen met Tsjechië, zeker nadat dat land tot de Europese Unie was toegetreden, verbeterden, en grensoverschrijdende activiteiten geen belemmeringen van betekenis meer ondervonden.

## Bezienswaardigheden, toerisme, evenementen

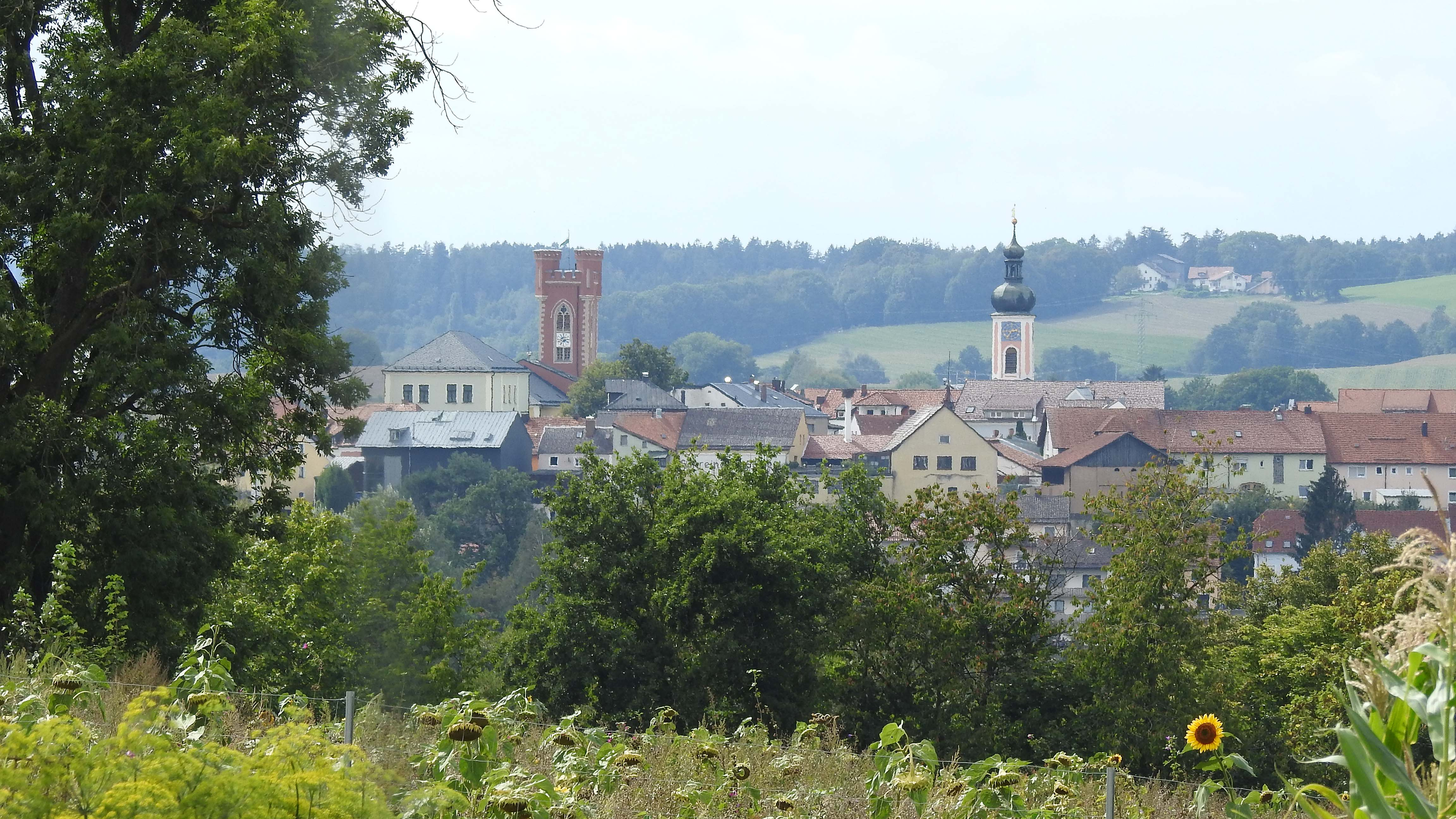
Gezicht op de stad
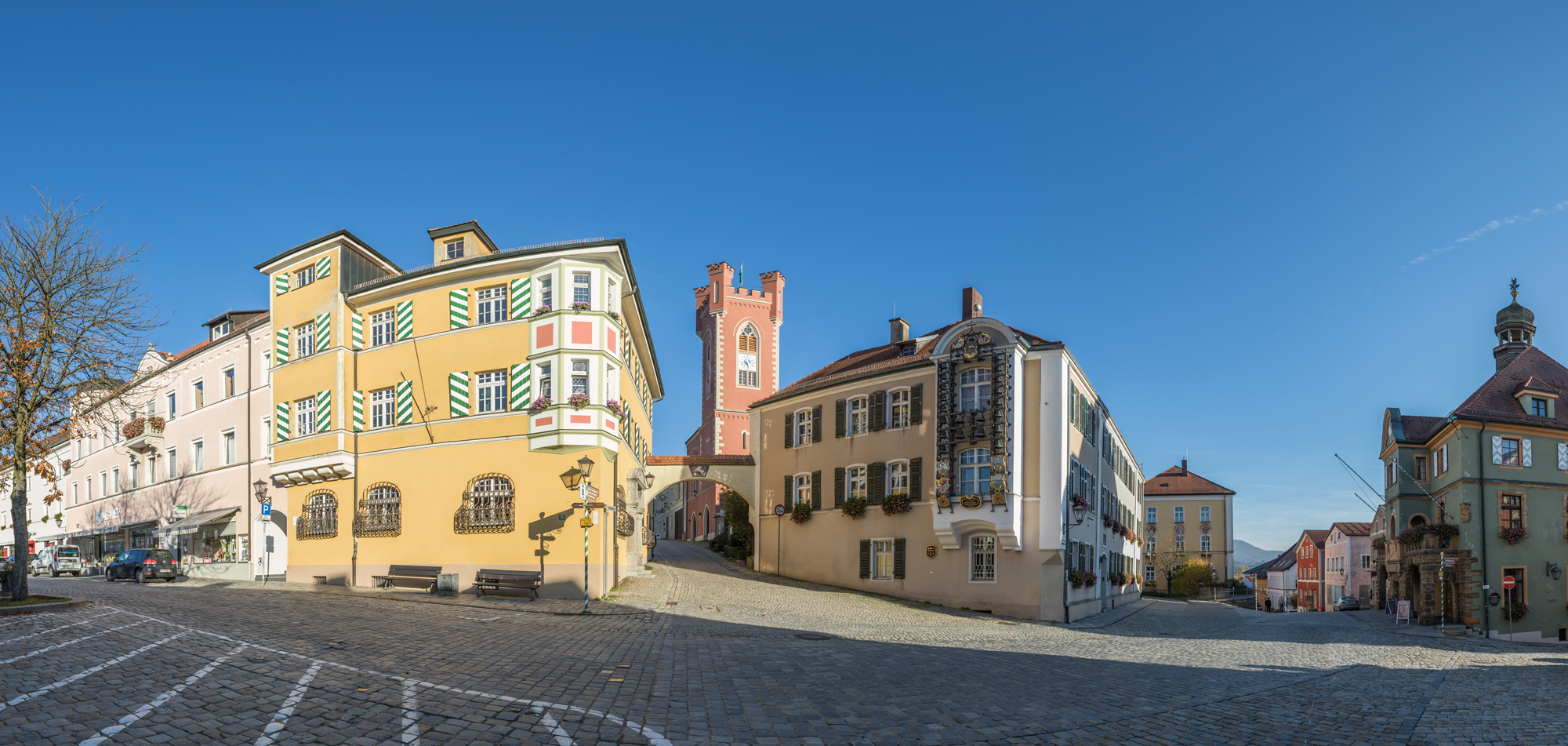
Historische gebouwen aan de Stadtplatz, het stadsplein
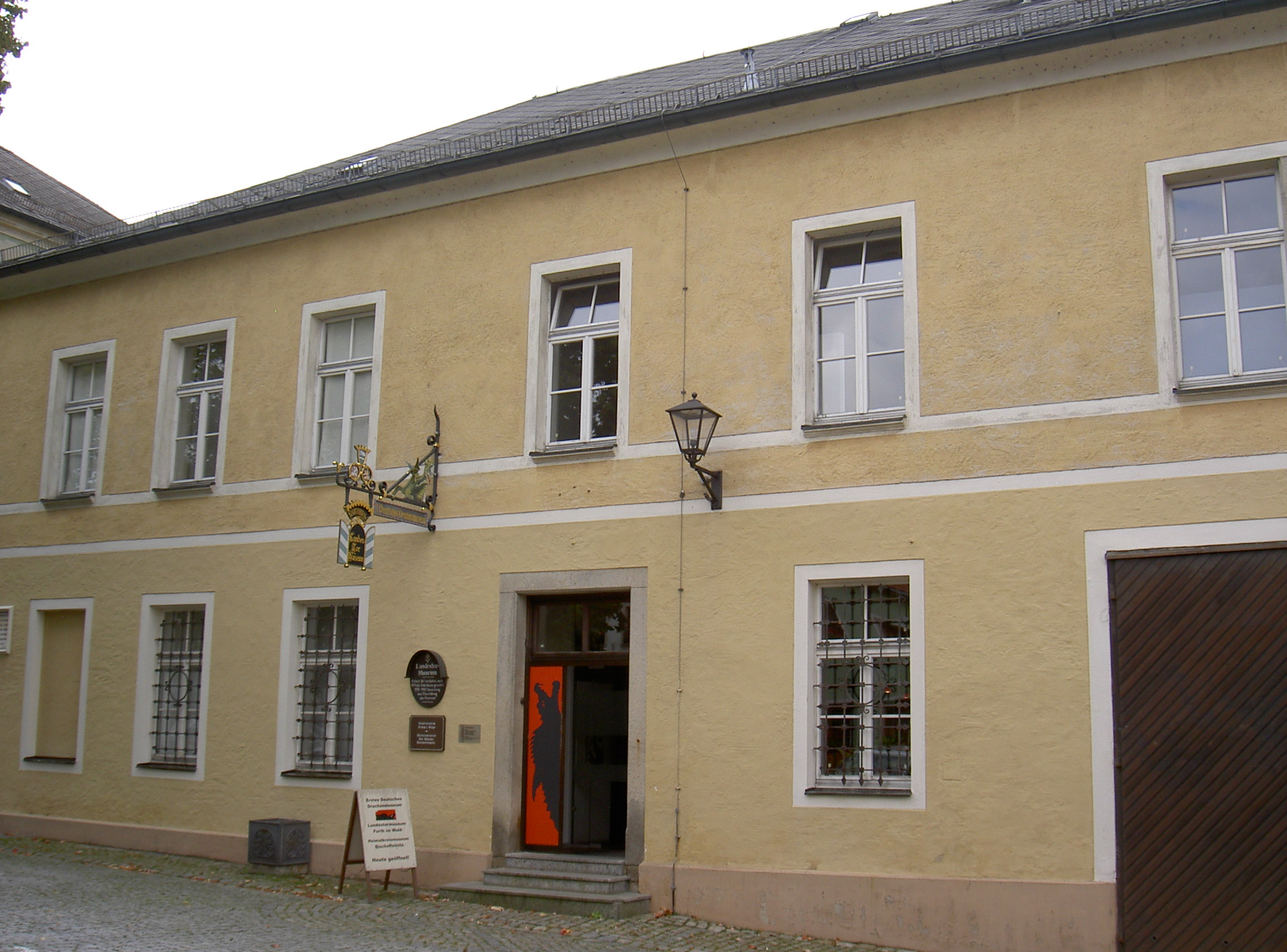
Voormalig ziekenhuis naast de Stadstoren (museum)
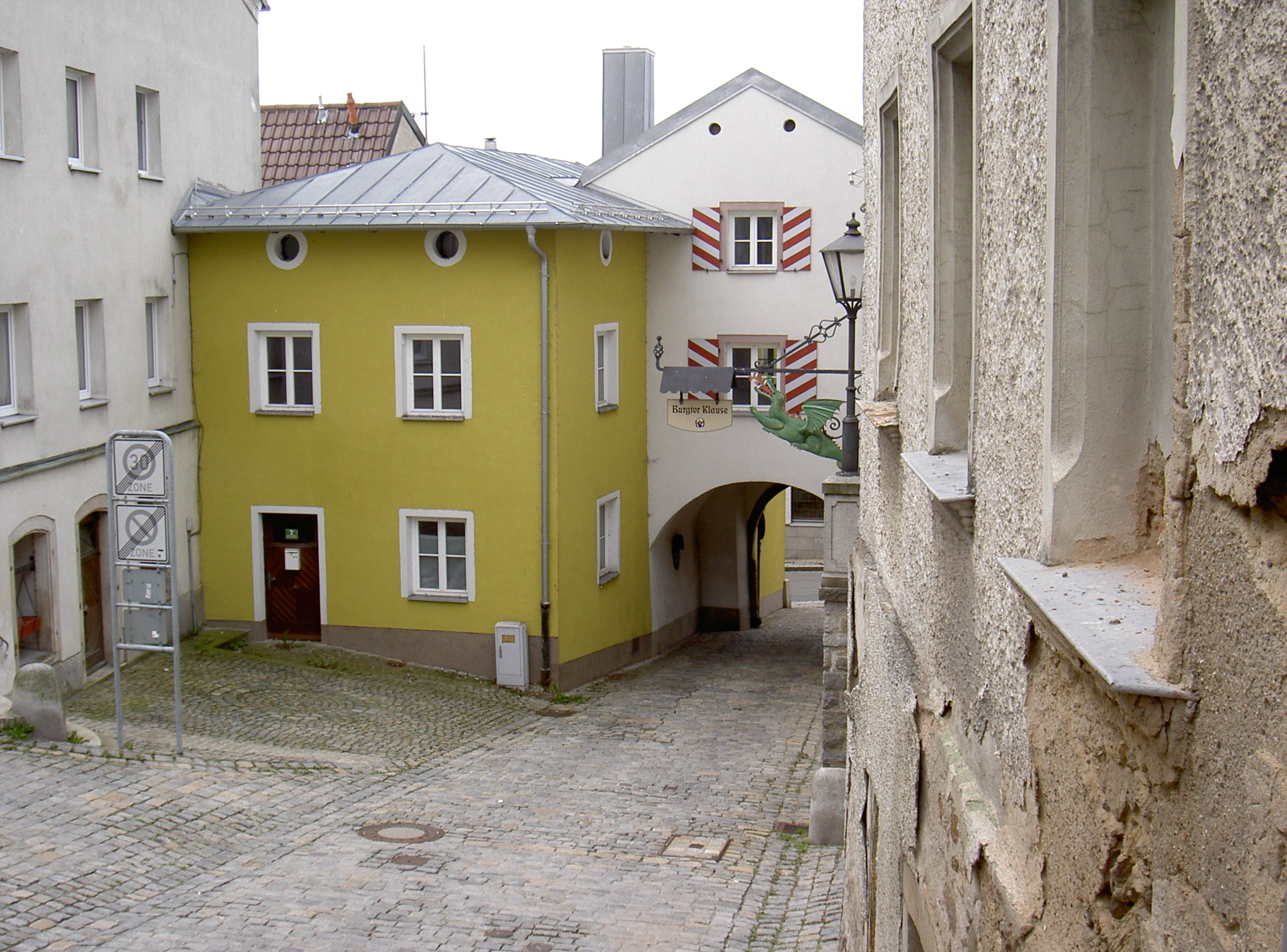
Voormalige stadspoort Badtor
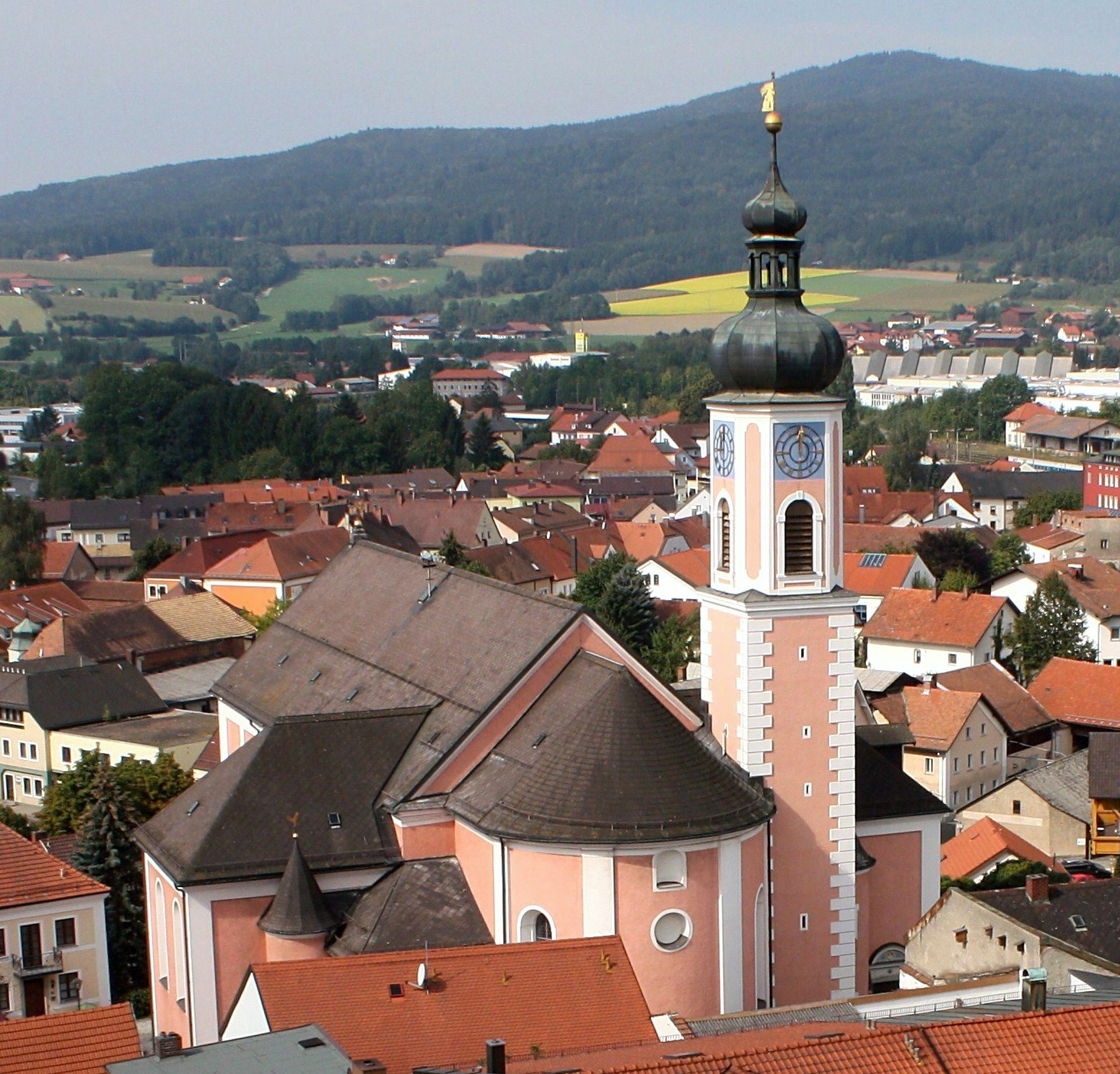
Kerk O.L.V. ten Hemelopneming (1725)
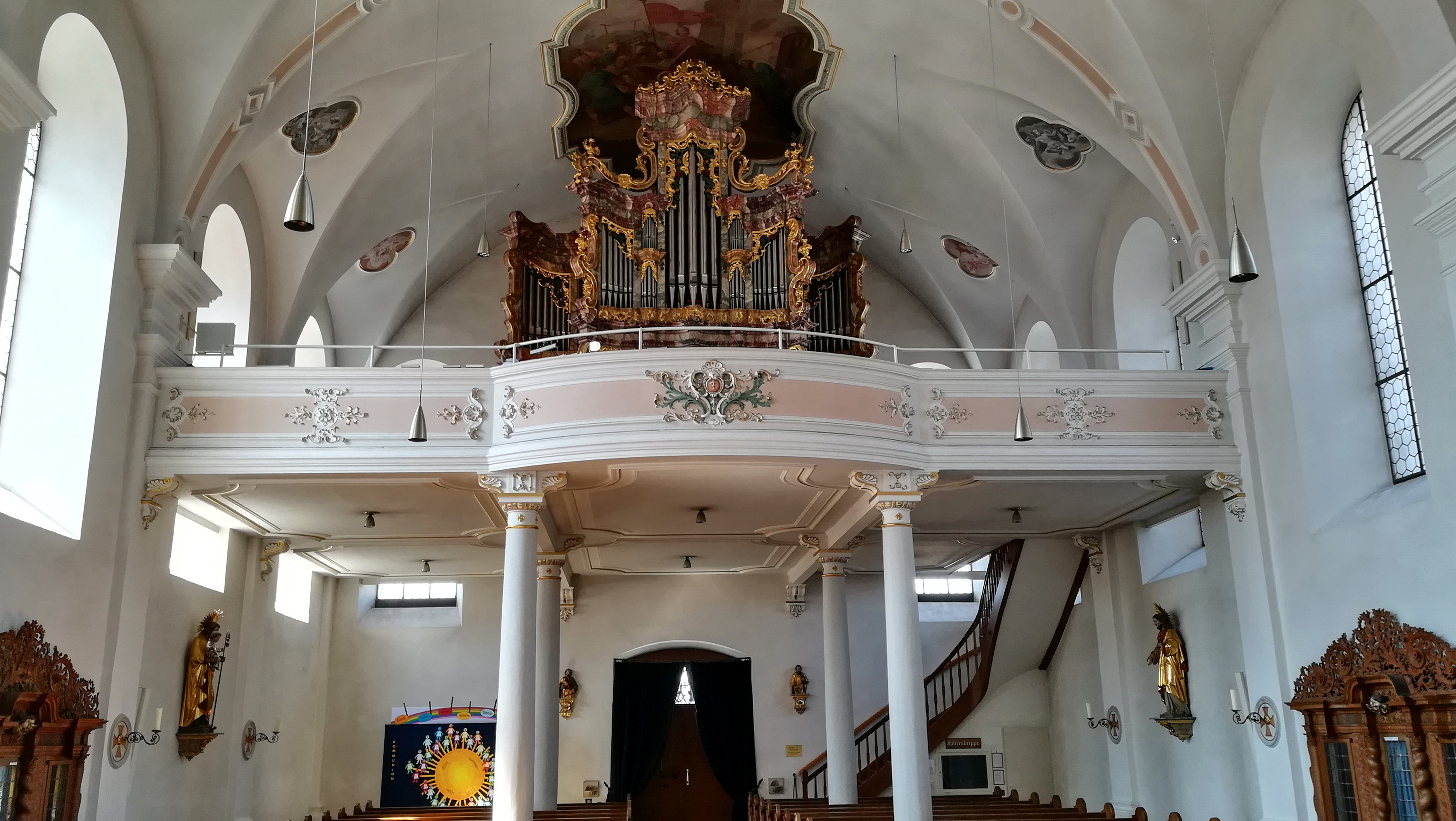
Interieur van dit kerkgebouw
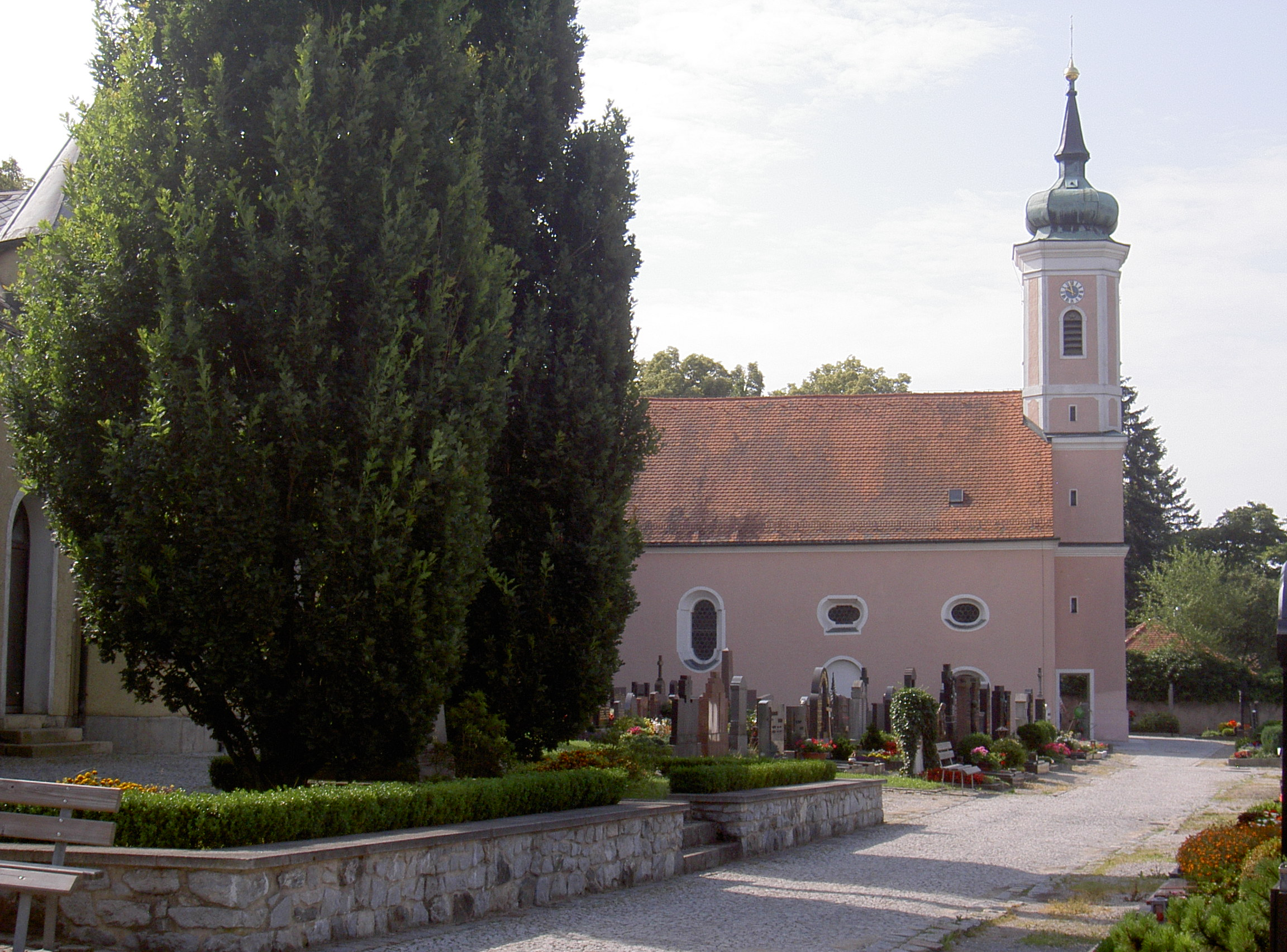
Heilig-Kruiskerk (1669)
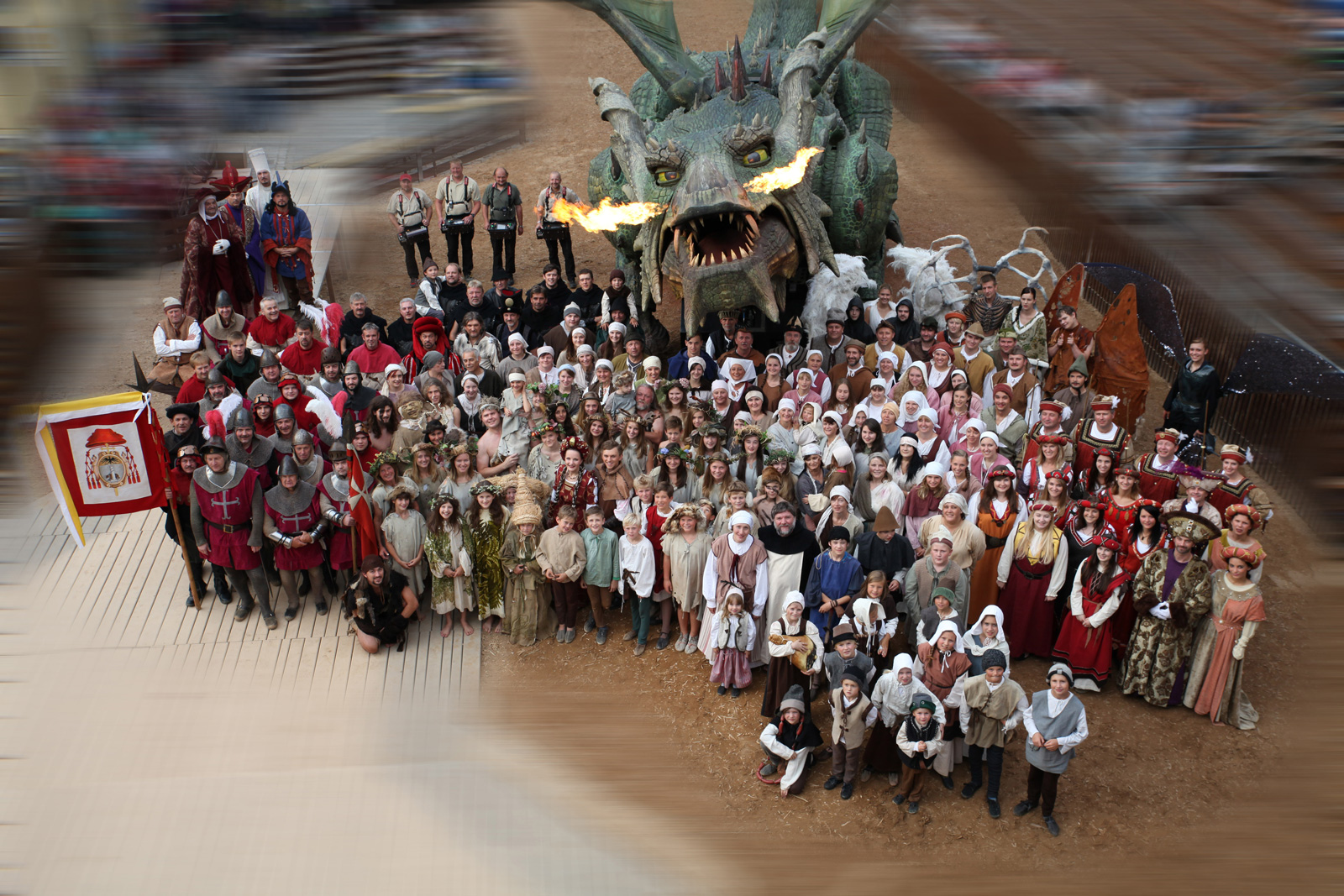
Deelnemers aan de Drachenstich
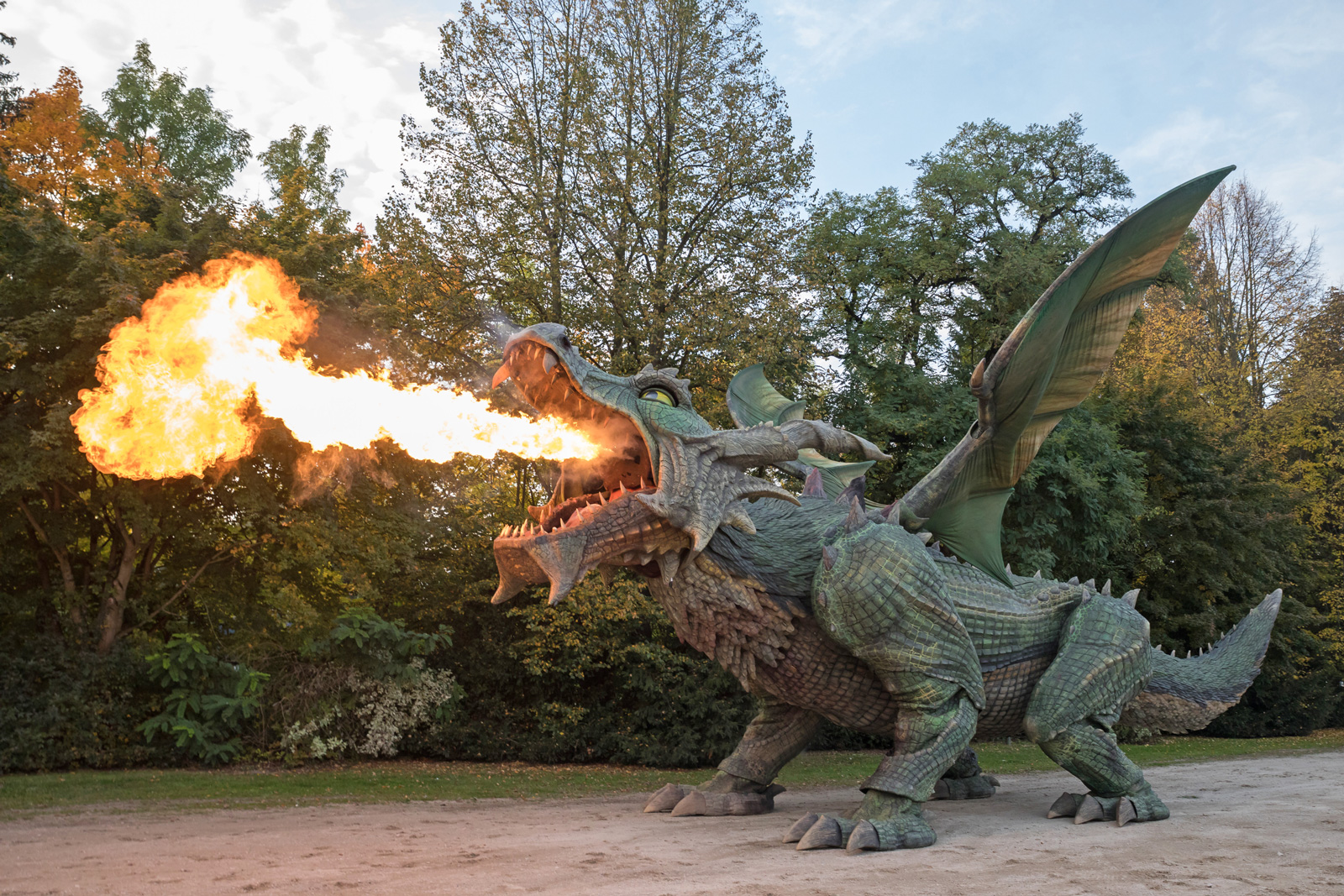
De draak Tradinno of Fanny
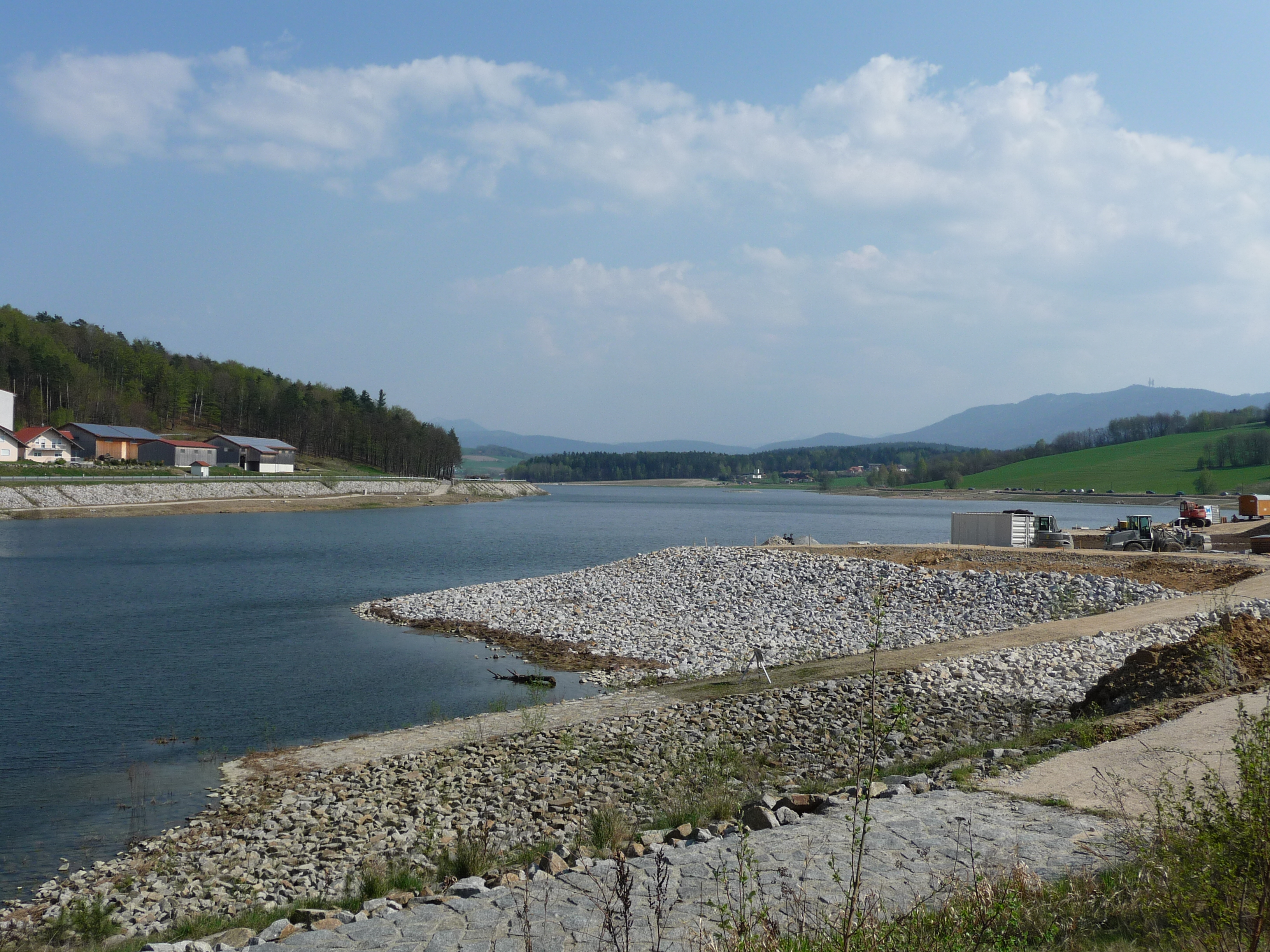
De Drachensee
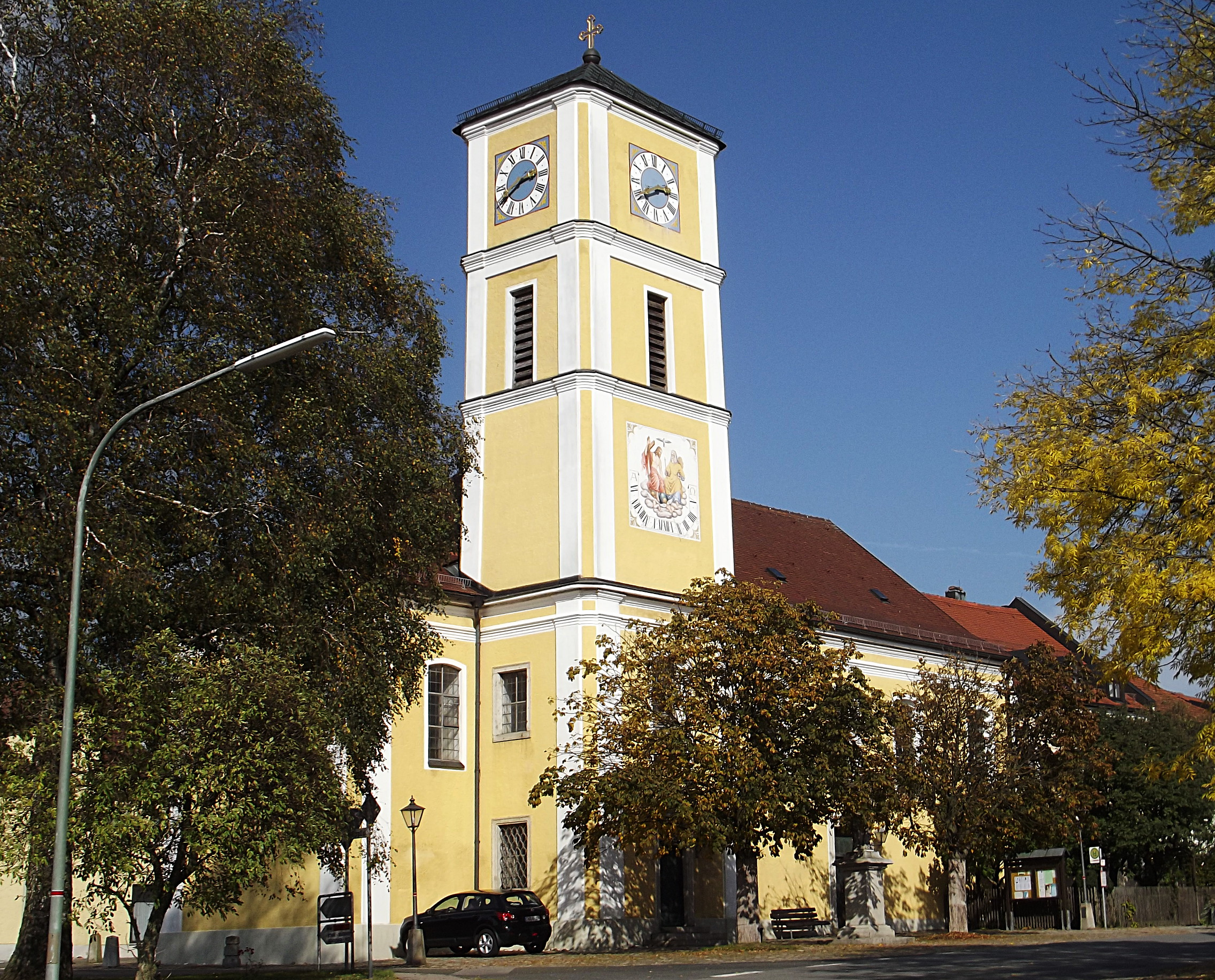
R.K. H.-Drievuldigheidskerk, Ränkam (1726; in de 20e eeuw enige malen ingrijpend gerenoveerd)
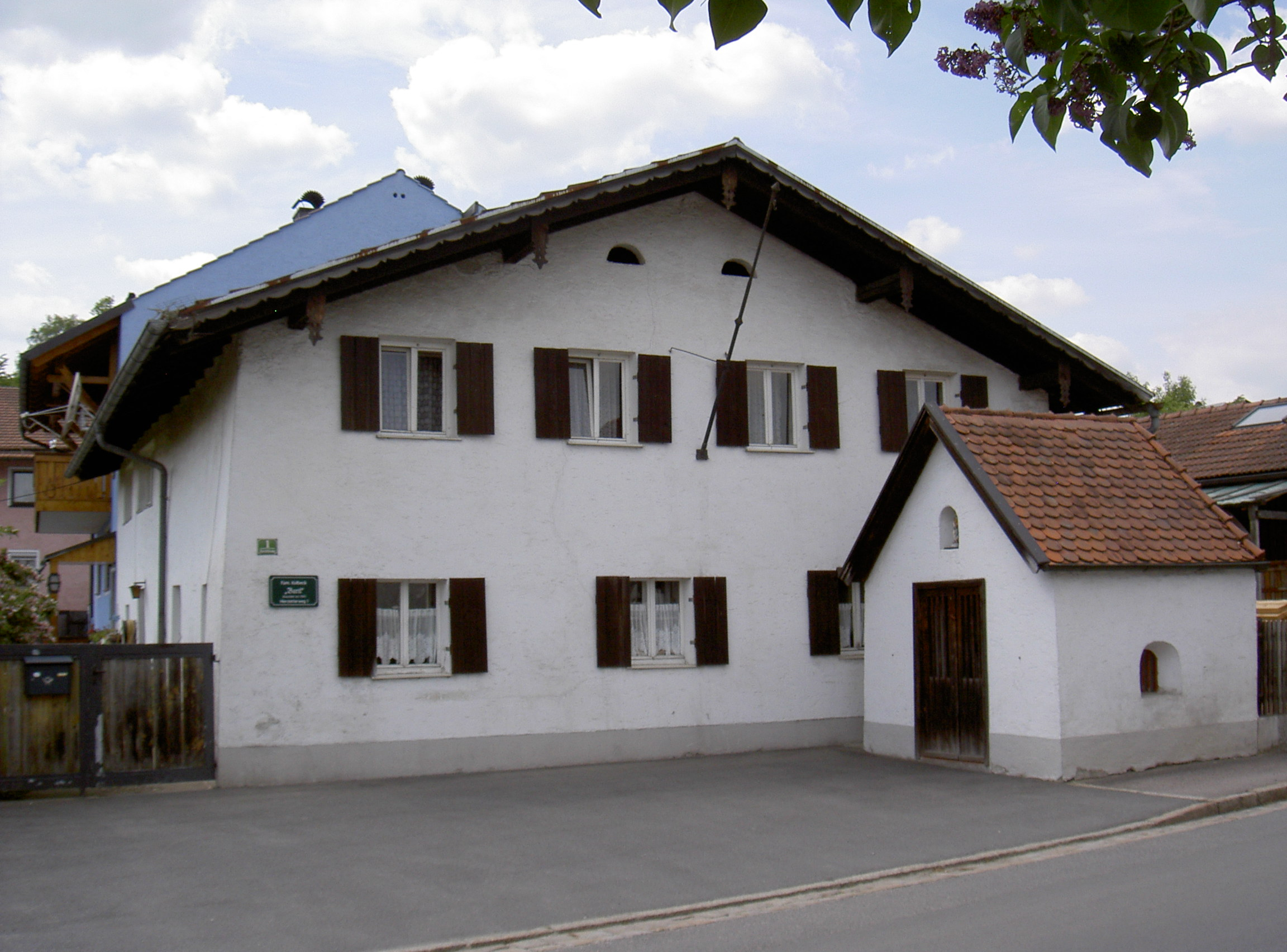
Monumentale boerderij (ca. 1810) met eigen kapel, Grabitz
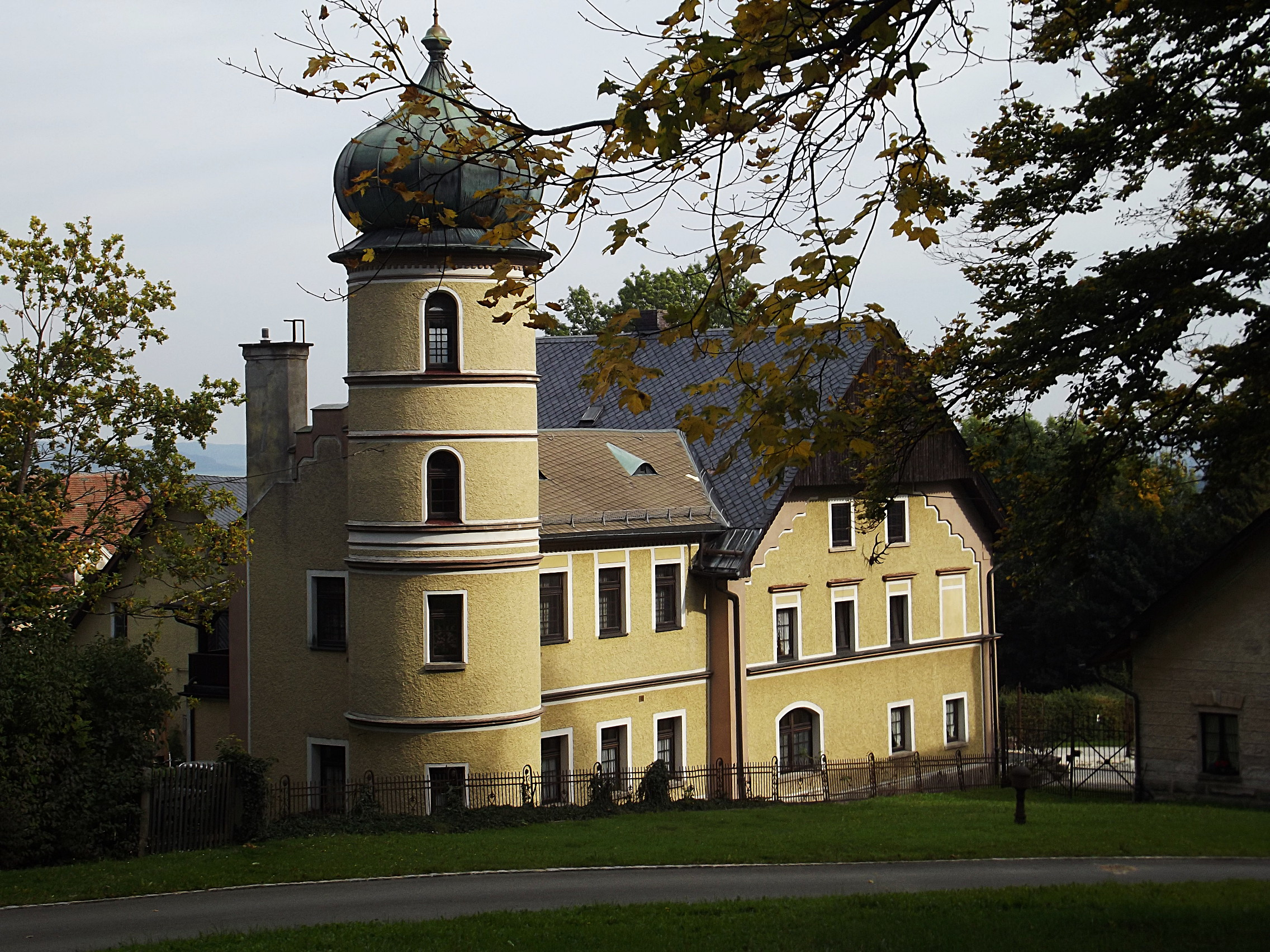
Voithenburg, Altes Schloss (gebouwd in diverse fasen tussen 1803 en 1904)
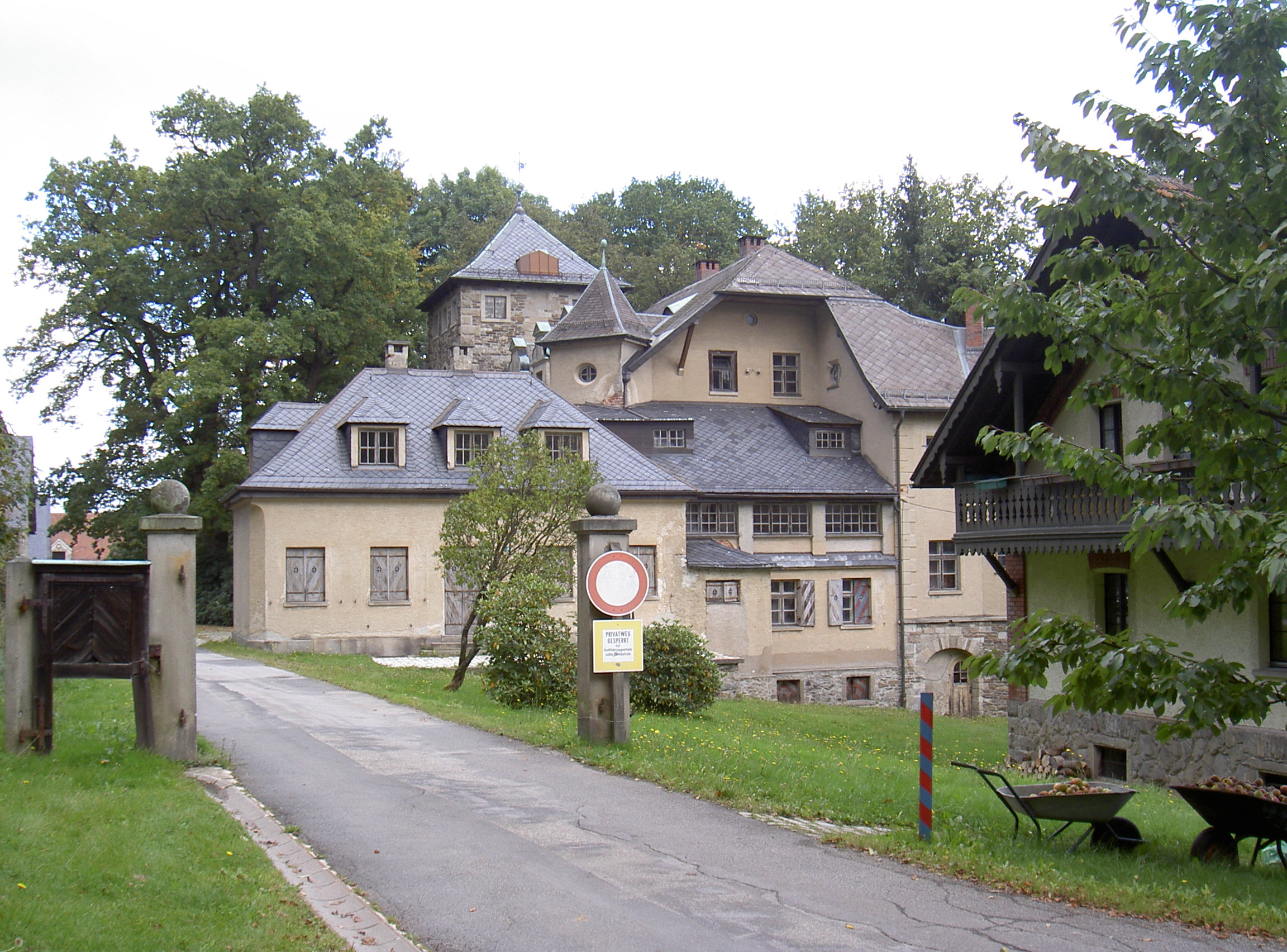
Ibidem, Neues Schloss (1923)
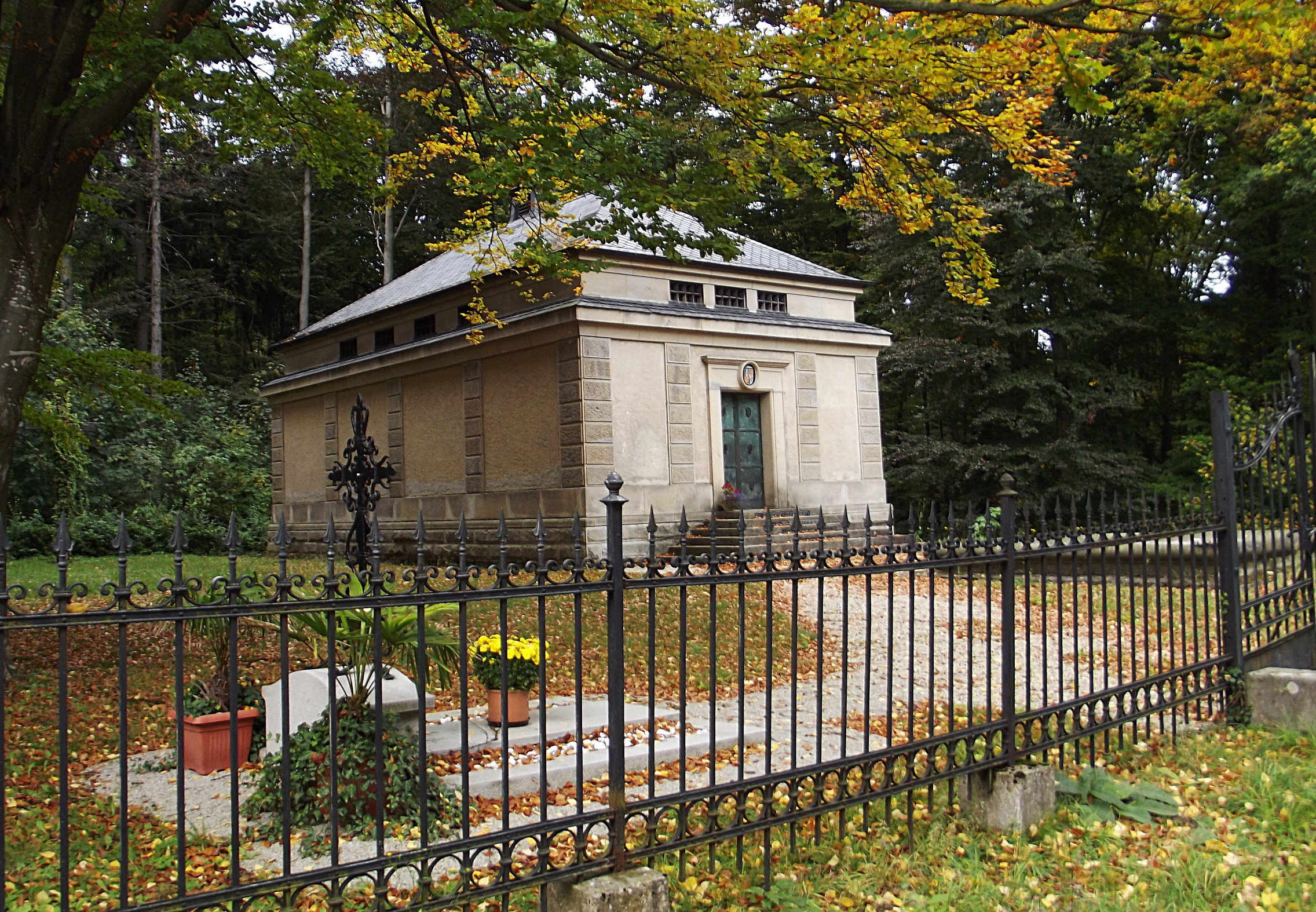
Ibidem, mausoleum van het geslacht Voith von Voithenberg (1912)

### Draaksteken
In Furth im Wald vindt draaksteken plaats. Deze Drachenstich gaat terug op een traditie uit 1590. Het evenement, met als oorspronkelijk thema: de strijd tussen goed en kwaad,  wordt gedurende de feestweek van het stadje gehouden, jaarlijks in de maand augustus. Sinds 1951 laat men het verhaal spelen op de achtergrond van de 15e-eeuwse Hussietenoorlogen.
Sinds 2010 is de in het spel gebruikte vuurspuwende draak een à raison van 2,3 miljoen euro speciaal hiervoor gefabriceerde robot met de bijnaam Tradinno (traditie en innovatie). De draak is 15½ meter lang, 4½ meter hoog, weegt 11 ton en kan op vier mechanische poten lopen. Hij wordt bestuurd door een team van vier personen. In 2011 werd de draak als de grootste, op vier poten lopende, robot ter wereld erkend en als zodanig vermeld in het Guinness Book of Records.
De locatie van het festival is ten oosten van de stadskern, nabij de Drachenhöhle, waar de draak ook buiten de periode van de Drachenstich te zien is.

### Overig
- In en nabij de in 1865 herbouwde stadstoren (Stadtturm; met uitzichtplatform) zijn enige kleine musea gevestigd, waaronder een streekmuseum en een museum, gewijd aan de traditie van de Drachenstich ( zie boven).
- Van de rooms-katholieke kerken en kapellen in de gemeente is vooral de hoofdkerk van de stad, O.L.V. ten Hemelopneming (1725) bezienswaardig.
- Een dependance van het streekmuseum is de historische hamersmidse Voithenberghütte, die van 1823-1926 in bedrijf was. Het complex, dat 3 km ten noorden van het stadje staat, wordt als industrieel erfgoed beschouwd.
- Onder de stad lopen enkele geheime gangen door, die in de zomer in het kader van stadsrondleidingen met een gids deels kunnen worden bezichtigd.
- Er is twee kilometer ten oosten van Furth in 2009 een 88 hectare groot  retentiebekken aangelegd, in de volksmond Drachensee genoemd. Deze is nadien tot een populaire recreatieplas ontwikkeld. Een gedeelte van dit stuwmeer is echter voor de recreatie gesloten. Het is tot natuurreservaat verklaard.
- In de berg- en heuvelgebieden rondom de stad is het goed wandelen, fietsen en mountainbiken. Via de website van de gemeente kan men hiervoor diverse routes downloaden.

## Partnergemeentes
Furth im Wald onderhoudt jumelages met:
- Ludres, Frankrijk
- Furth bei Göttweig, Oostenrijk
- Domažlice (Duitse naam: Taus), in Tsjechië, slechts ongeveer 20 km van Furth im Wald vandaan.

## Bekende personen
- Baron Zacharias II. Voith von Voithenberg (1767–1843), industrieel, stichter (1823) van de hamermolen en het kasteel Voithenberg
- Toni Schmid, een beroemde Duitse bergbeklimmer,  werd geboren in 1909. Volgens een deel van de bronnen zag hij te Furth im Wald het levenslicht (volgens andere bronnen te München).
- Emil Sebastian Bücherl (* 6 november 1919 in Furth im Wald; † 28 juni 2001 in Berlijn), vooraanstaand hartchirurg, deskundige op het gebied der orgaantransplantatie